# Марцинкевич, Максим Сергеевич
Макси́м Серге́евич Марцинке́вич (8 мая 1984, Москва — 16 сентября 2020, Челябинск), более известный под псевдонимом Теса́к, — российский общественный деятель, видеоблогер неонацистского толка, сооснователь и идеолог неформального международного общественного движения «Реструкт», действовавшего на постсоветском пространстве.
Впервые Марцинкевич получил известность как НС-скинхед и лидер неонацистской молодёжной организации «Формат 18». Был трижды приговорён к уголовному наказанию по статье 282 УК РФ. В 2007 году в отношении него в первый раз было возбуждено уголовное дело после того, как он и его товарищи с применением фашистских лозунгов сорвали либеральный коллоквиум в клубе «Билингва». В 2009 году осуждён во второй раз на три года за видеоролик расистского содержания, что было квалифицировано судом как разжигание межнациональной розни. Воспоминания об уголовном преследовании и трёх с половиной годах заключения легли в основу книги «Реструкт», написанной им после освобождения. Выйдя на свободу, Марцинкевич нигде не работал, лишь вёл видеоблог и жил за счёт средств, получаемых им от желающих поучаствовать в «охоте на педофилов», от проведения платных семинаров о жизни в тюрьме, о том, как воровать в магазинах и так далее.
В 2013 году Марцинкевич был обвинён в третий раз по статье 282 УК РФ за публикацию скандальных видеороликов. 15 августа 2014 года он был приговорён к пяти годам колонии строгого режима (позже срок наказания был снижен до 2 лет и 10 месяцев). Осенью 2016 года Марцинкевич должен был выйти на свободу, но уже в колонии ему были предъявлены новые обвинения и он был оставлен под стражей. 27 июня 2017 года Марцинкевич был приговорён к 10 годам лишения свободы в колонии строгого режима по делу о нападениях на продавцов спайсов, которые совершались в рамках проекта «Оккупай-Наркофиляй». В мае 2018 года Мосгорсуд отменил приговор, но в декабре того же года Бабушкинский суд Москвы повторно приговорил Марцинкевича к тому же наказанию. Вместе с ним к реальным срокам лишения свободы был приговорён ряд его соратников. В ноябре 2018 года, находясь в заключении, Марцинкевич заявил о том, что является либертарианцем.
16 сентября 2020 года Марцинкевич был найдён мёртвым в камере.

## Ранние годы
Максим Сергеевич Марцинкевич родился 8 мая 1984 года в городе Москве. По утверждениям самого Максима Марцинкевича, в его семье сплелись русские, польские, литовские и белорусские корни. Родители — Сергей Евгеньевич и Виктория Леонидовна Марцинкевич. Мать не разделяла экстремистские взгляды сына, отец убеждения сына поддерживал — об этом Тесак рассказал в своей первой книге «Деструкт», выпущенной в формате аудиозаписи: в ней он повествует о своей семье, юности, событиях от поступления в колледж до первого судебного приговора. В интервью Lenta.ru в сентябре 2012 года Марцинкевич сообщил, что не женат и детей у него нет. Питал интерес к журналистике.
Максим призывался в армию, но, отслужив несколько дней, избил своего сослуживца — азербайджанца, после чего прошёл дополнительное обследование психического здоровья и был комиссован. Прозвище «Тесак» получил из-за любви к холодному оружию. Окончил колледж архитектуры и строительных искусств. Учился в Российском государственном социальном университете, но был исключён в связи с заключением под стражу. В одном из интервью утверждал, что три с половиной года проработал инженером.

## «Формат 18»
Марцинкевич состоял в объединении скинхедов «Русская цель» Семёна Токмакова. С 2001 до 2003 года был членом Народной национальной партии. В 2005 году создал организацию «Формат 18», объединявшую скинхедов. В числе 18 зашифрованы инициалы Адольфа Гитлера (буквы A и H: А — первая буква латинского алфавита, Н — восьмая). Участники организации нападали на гастарбайтеров-азиатов и бомжей, избивали их, снимали свои действия на видео и распространяли записи через интернет. Также Марцинкевич снимал постановочные ролики, в которых пропагандировалась ненависть к неграм и антифашистам. Журнал «Русский репортёр» пишет об одном таком ролике:
Марцинкевич шокировал аудиторию видеозаписями казни «таджикского наркоторговца» в подмосковном лесу. Казнь исполняли некие палачи в ку-клукс-клановских костюмах. В ролике таджика сначала вешают, а затем расчленяют. Впрочем, вскоре выяснилось, что это — всего лишь инсценировка.
У организации «Формат 18» был свой сайт, в 2007 году по просьбе авторов одного из антифашистских сайтов он был закрыт. У организации были последователи, которые тоже размещали в интернете свои ролики с нападениями и издевательствами над людьми. Самым известным таким роликом стала «Казнь таджика и дагестанца», которая появилась в Интернете в августе 2007 года, когда Марцинкевич был уже арестован. Согласно заявлениям Следственного комитета России, ролик не постановочный — показанные в нём убийства действительно имели место.
В сентябре 2010 года организация «Формат 18» была запрещена судом за экстремизм.

## «Реструкт»

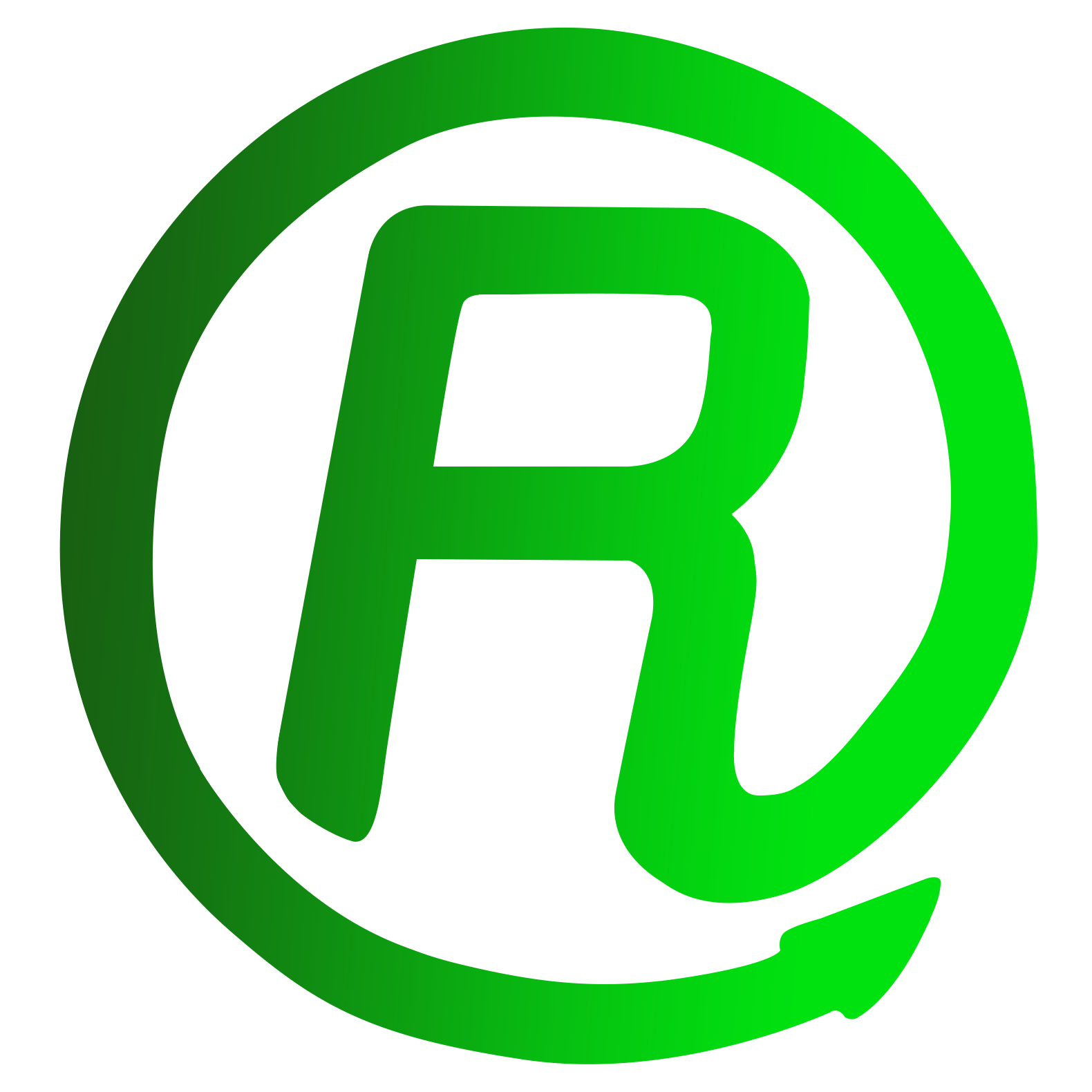
Логотип движения «Реструкт»

В рамках движения Марцинкевича «Реструкт» существовали около десяти проектов, среди которых наибольшую известность получил «Оккупай-педофиляй». Среди соратников Марцинкевича по этому движению наибольшую известность обрёл Роман Железнов по кличке «Зухель», который в 2014 году уехал на Украину с целью присоединения к Вооружённым силам Украины и последующем участии в конфликте на Донбассе на стороне проукраинских сил. Тесак расценил деятельность Зухеля как предательство, поскольку движение «Реструкт», с точки зрения Марцинкевича, должно было находиться вне политики, а сам Зухель призывал его участников выходить на проукраинские митинги в России. Против Железнова в РФ возбудили уголовное дело по факту наёмничества.
В августе 2013 года писатель Эдуард Багиров, являвшийся доверенным лицом Владимира Путина президентских выборах 2012 года, подвергся нападению со стороны Максима Марцинкевича за русофобию и другие подобные изречения перед записью выпуска телевизионной передачи «Прямой эфир». Запись конфликта имеется в общем доступе в сети Интернет.
В октябре 2014 года против Марцинкевича возбудили новое уголовное дело по статье о хулиганстве, и Марцинкевич даже обратился к следствию с просьбой отпустить его временно на Украину с формулировкой «ликвидировать предателя и провокатора Романа Зухеля и заодно русофоба-педофила Олега Ляшко». В связи с тем, что против иных членов «Реструкта» также начали массово возбуждать дела, движение объявило о самороспуске.
В ноябре 2014 года стало известно о том, что в Москве возбуждено очередное уголовное дело по части 1 статьи 282 УК РФ (возбуждение национальной ненависти) за написание и публикацию книги «Реструкт», сама книга была признана экстремистской.

## Иная деятельность

### Фильм «Дау»
В 2011 году по приглашению режиссёра Ильи Хржановского принял участие в съёмках его экспериментальной киноэпопеи «Дау» (фильмы «Дау», «Дау. Дегенерация» и «Дау. Новый человек»). В фильме присутствует импровизационная сцена, в которой Марцинкевич отрезал голову свинье под песню «С чего начинается Родина». Сама сцена, предположительно, является отсылкой к реальному убийству, совершённому участниками «НСО-Север».

### «Оккупай-педофиляй»
Это шоу. Я не пытаюсь посадить человека, я пытаюсь полностью сломать жизнь человеку. Может, кто-то увидит и напишет заявление — из тех, кто с ним уже знаком.Максим Марцинкевич о видеороликах «Оккупай-педофиляй»
После выхода из колонии Марцинкевич организовал движение «Оккупай-педофиляй», члены которого занимались избиением и унижением людей, которых считали педофилами. По утверждениям участников движения, своих жертв они находили через Интернет и знакомились с ними от имени малолетних, затем предлагали встретиться. На встречу приходили сам Марцинкевич и несколько участников движения. Все издевательства, включая излюбленный способ расправы Марцинкевича над «подозреваемыми» — обливание мочой, фиксировались на видео, а затем видеоролики размещались в Интернете. Правоохранительные органы не реагировали, оставляя действия участников движения безнаказанными.
В сентябре 2013 года внимание телевидения и печатной прессы привлекла организованная Марцинкевичем акция в квартире на Бауманской улице, по результатам чего был арестован бывший заместитель главы Управления Федеральной службы судебных приставов Московской области Андрей Каминов, которому было предъявлено обвинение в развратных действиях сексуального характера в отношении несовершеннолетнего.
Сам Марцинкевич называл «Оккупай-педофиляй» «социальным проектом, направленным на пропаганду национал-социализма, выявления сущности либеральных взглядов и привлечения внимания общества к этой проблеме». Чтобы поучаствовать в «охоте на педофилов», которую участники называли «сафари», необходимо было заплатить Марцинкевичу определённую сумму денег.

## Уголовные преследования

### Первое уголовное дело (2007)
28 февраля 2007 года Марцинкевич вместе с соратниками посетил московский клуб «Билингва», где проходили политические дебаты между журналистами Юлией Латыниной и Максимом Кононенко. Марцинкевич задал журналистам вопрос, согласны ли они с тем, что для процветания России надо убить всех либералов, после чего он и его соратники стали скандировать нацистское приветствие: он закричал «Зиг!», соратники дружно ответили «Хайль!» и затем они так скандировали несколько минут. Впоследствии в своём «живом журнале» Марцинкевич похвалил нескольких девушек, которым хватило смелости скандировать в ответ: «Фашизм не пройдёт!» Кононенко предложил позвать милицию, поскольку произнесение нацистских приветствий в общественных местах является противозаконным действием, но этого никто не сделал. Позже организаторы дебатов — Алексей Навальный, Мария Гайдар и Олег Козырев — написали заявление в прокуратуру.
2 июля 2007 года Марцинкевича арестовали: у спортклуба, куда он приходил тренироваться, на него устроили засаду; в задержании участвовала группа из около 10 сотрудников милиции из Центра «Э» и отряда спецназа «Рысь». 18 февраля 2008 года он был осуждён на три года по статье 282 УК РФ («возбуждение ненависти либо вражды»). «Новая газета» отмечала, что следствие закрыло глаза на главные эпизоды преступной деятельности националиста, и суд назначил ему мягкое наказание.

### Второе уголовное дело (2009)
В 2006 году в Интернете на видеосервисе YouTube выложили постановочный видеоролик, в котором 20 человек, одетые в белые балахоны, как у членов ку-клукс-клана, инсценировали казнь таджикского наркоторговца. Организаторами инсценировки являлись Максим Марцинкевич и Артём Зуев. Артём Зуев исполнил роль персонажа ролика — Великого дракона Московского региона, а также ему принадлежит закадровый голос.
На суде в разговоре с журналистами Марцинкевич попытался спрогнозировать приговор:
 Я думаю, лет 5 дадут, потому что наркоторговцы — это, я так понял, защищаемая нашей Конституцией социальная группа. В принципе, я, конечно, уважаю решение нашего суда, и, видимо, придётся извиниться перед наркоторговцами. Я очень рад, что нигде не высказался против педофилов, потому что тогда, я думаю, получил бы ещё одну статью, и может быть, уже посерьёзнее. Потому что педофилы, я подозреваю так, ещё более защищаемая социальная группа. 
16 января 2009 года Марцинкевича повторно осудили на 3 года по статье 282 УК РФ «Разжигание ненависти либо вражды по признакам национальности или религиозной принадлежности». Суд учёл положительные характеристики Марцинкевича. С учётом предыдущего срока приговор составил 3,5 года. Артём Зуев получил 3 года условно.
31 декабря 2010 года Марцинкевича освободили из-под стражи в связи с отбытием срока заключения. Спустя полтора года после освобождения попытался баллотироваться в Координационный совет российской оппозиции, был зарегистрирован как участник выборов, но впоследствии дисквалифицирован из-за своих нацистских наклонностей и «недостаточной оппозиционности».

### Уголовное преследование в Беларуси (2013)
14 февраля 2013 года Марцинкевича задержали в Беларуси за драку и поместили в СИЗО Минска (24 февраля того же года отпущен), после чего против него возбудили уголовное дело о хулиганстве с применением оружия. В СМИ сообщалось, что Марцинкевич был задержан за драку с фанатами белорусского футбольного клуба «Партизан», считавшими себя антифашистами, а целью посещения им Минска была лазерная коррекция зрения (Марцинкевич имел зрение «минус семь» и носил очки). 5 марта 2013 года Марцинкевичу разрешили покинуть Беларусь, а 16 апреля того же года дело в отношении него закрыли.

### Третье уголовное дело (2014)
В ноябре 2013 года Марцинкевич выехал из России сначала в Украину, где побывал на Евромайдане, затем в Беларусь.
13 декабря 2013 года он был заочно арестован Кунцевским районным судом по обвинению в экстремизме. Поводом для обвинений в экстремизме по ст. 282 Уголовного кодекса РФ (возбуждение ненависти либо вражды и унижение человеческого достоинства с применением насилия) стали три размещённых на YouTube ролика, где Тесак выступает в духе субкультуры скинхедов. На одном из роликов он, по мнению экспертизы, проявил акт неуважения в отношении ветеранов Великой Отечественной войны в обзоре фильма «Сталинград» и провёл ряд неуместных параллелей между предательским характером чувств русской девушки, испытывавшей в фильме симпатию по отношению к немецкому офицеру, и чувствами абстрактной девушки, вступающей в нынешних условиях в связь с представителями коренных народов мусульманского Востока. Следствием была также проведена проверка роликов движения «Оккупай-педофиляй». Сам Марцинкевич утверждал, что новое дело является следствием заказа «педолобби» и мести. Тесак увидел связь возбуждения уголовного дела с тем, что он изобличил в педофилии заместителя начальника подмосковного управления ФССП Андрея Каминова, который пришёл на свидание с подростком, подстроенное Марцинкевичем.
После возбуждения уголовного дела осенью 2013 года заблаговременно узнавший об этом Марцинкевич бежал через Украину и Беларусь на Кубу. По сообщениям СМИ, он планировал остаться там и продолжать публиковать видеоролики оттуда. 17 января 2014 года Тесак был задержан правоохранительными органами Кубы. 27 января 2014 года он был выдворен с Кубы за нарушение миграционного законодательства и в наручниках отправлен в Россию рейсом Гавана — Москва, а при пересечении границы задержан российскими правоохранительными органами. 29 января в Москве Марцинкевичу было очно предъявлено обвинение.
30 июля 2014 года в Кунцевском райсуде Москвы начались слушания по делу. Марцинкевич был обвинён в «возбуждении межнациональной вражды» (ч. 2 ст. 282 УК РФ). Согласно обвинительному заключению, подсудимый на своей странице в соцсети «ВКонтакте» с 14 сентября по 14 октября 2013 года разместил три видеоролика экстремистского содержания: отзывы о фильмах «Сталинград» и «Околофутбола», а также видео «Выкинуть чурок», которые содержат психологические угрозы. Суд удовлетворил просьбу прокуратуры, 15 августа 2014 года приговорив Марцинкевича к пяти годам лишения свободы с отбыванием наказания в колонии строгого режима. 11 ноября того же года Московский городской суд, рассмотрев жалобу осуждённого, снизил срок наказания до 2 лет и 10 месяцев.

### Четвёртое уголовное дело (2015)
18 марта 2015 года Марцинкевичу предъявили новые обвинения в разбое и хулиганстве.
Марцинкевича признали виновным в нападениях на граждан, один из которых скончался. Прокурор запросил для Марцинкевича 11 лет 6 месяцев лишения свободы с отбыванием наказания в колонии строгого режима. Обвинения были предъявлены по статьям: 282 («Возбуждение ненависти либо вражды, а равно унижение человеческого достоинства»), 162 («Разбой»), 167 («Умышленные уничтожение или повреждение имущества») и 213 («Хулиганство»). Судья Бабушкинского суда Москвы Александр Глухов частично удовлетворил просьбу прокурора, приговорив 27 июня 2017 года Марцинкевича к 10 годам колонии строгого режима (при этом срок наказания исчисляется с 27 января 2014 года), по другим сообщениям с 27 июня 2017 года. Один из его соучастников тоже получил 10 лет, остальные по 3—5 лет.
21 мая 2018 года стало известно, что Московский городской суд отменил приговор Бабушкинского районного суда города Москвы от 27 июня 2017 года и направил дело в суд первой инстанции на новое рассмотрение; мера пресечения свободы осталась без изменений. В декабре 2018 года Бабушкинский суд Москвы повторно приговорил Марцинкевича к 10 годам колонии строгого режима. Осуждённый подал апелляцию на приговор. В 2019 году содержался в двухместной камере тюрьмы федерального назначения СИЗО-1 «Матросская тишина».
В конце 2018 года в письмах из заключения писал, что его политические взгляды принципиально изменились и стали либертарианскими. Так Марцинкевич заявил, что единственным средством борьбы с наркоманией видит не насилие, а здоровую конкуренцию, вмешательство государства в экономику считает деструктивным, поддерживает Либертарианскую партию России, а мысли одного из её лидеров Михаила Светова воспринимает «более чем здравыми», однако низко оценивает его имидж, из-за которого у последнего «шансов нет никаких». После прочтения книги Александра Солженицына «Архипелаг ГУЛАГ» Максим Марцинкевич, по его словам, смог оценить ужасы советских репрессий и природу «ленинско-сталинского режима».

## Смерть
16 сентября 2020 года Марцинкевич был обнаружен мёртвым в камере СИЗО № 3 в Тракторозаводском районе города Челябинска. По официальным предварительным данным, он совершил самоубийство. При Марцинкевиче находилась предсмертная записка, в которой содержались извинения перед администрацией СИЗО Челябинска за неудобства, а также просьба отправить гражданской жене письмо и передать книгу про коммунизм и личный дневник. Позже обнаружили вторую записку, написанную от его имени и адресованную, предположительно, самой жене, со словами: «А умирать совсем не страшно! Люблю тебя! Живи!». Daily Mail приводит мнение эксперта по почерку о том, что одна из записок была написана женщиной.

### Обстоятельства перед смертью
В 2014 году в соцсетях было размещено сообщение Марцинкевича о том, что он не собирается совершать суицид при нахождении в исправительном учреждении. В октябре 2019 года Марцинкевичу отменили приговоры по статье об экстремизме из-за декриминализации статьи 282 УК РФ, а также снизили срок наказания по статьям о разбое и хулиганстве. В результате суммарный срок отбывания наказания снизился с десяти до восьми лет. По заявлению близких, Марцинкевич должен был выйти в мае 2021 года, то есть от даты предполагаемого самоубийства до выхода на свободу ему оставалось находиться в заключении восемь месяцев. По словам оппозиционного активиста Левковича, родные и адвокаты не могли связаться с Тесаком несколько месяцев в 2020 году. Адвокат Марцинкевича Иван Северович заявил, что при нахождении Марцинкевича в Красноярске к нему не допускали адвоката, публичный отказ Марцинкевича от адвокатов был им ранее в разговоре отвергнут.
Видеонаблюдение в день его смерти не работало.

### Допросы Марцинкевича перед смертью
Адвокат Алексей Михальчик 16 сентября 2020 года заявил, что 9 сентября 2020 года в Новосибирске состоялась встреча Максима с адвокатом, где он рассказал, что его последние три месяца пытали, заставляя подписать явки с повинной по убийствам в Москве девяностых годов.
17 сентября 2020 года представитель СК РФ заявил о том, что незадолго до смерти Марцинкевич признался в совершённом в 2007 году двойном убийстве. В 2021 году появились видео с признаниями Тесака в соучастии в убийствах, показания покойного приобщены к расследованию уголовного дела в отношении бригады бывших соратников.
3 декабря 2020 года стало известно, что ранее была найдена третья предсмертная записка Марцинкевича. «При исследовании трупа Марцинкевича… у него в ротовой полости обнаружена ещё одна предсмертная записка, завёрнутая в полимерный материал, написанная Марцинкевичем М. С. Из её содержания следует, что он убийства, о совершении которых дал признательные показания, не совершал, себя, а также иных лиц, указанных в его показаниях, оговорил», — говорится в тексте постановления об отказе в возбуждении уголовного дела по факту его смерти, которое привёл адвокат.

### Заявления
Адвокат и родители Тесака потребовали возбудить уголовное дело по факту его убийства. Версию о добровольном, не принудительном самоубийстве Тесака отклонили его адвокаты Михальчик, Иван Сидоров, Матвей Цзен, приятель Марцинкевича Стас Барецкий, Максим Шевченко, Леонид Каганов, Демьян Кудрявцев, Егор Просвирнин, Юрий Хованский, Владимир Квачков, Михаил Веллер и др. Олег Кашин отметил, что ситуация, в которой человек незадолго до окончания своего тюремного срока вдруг добровольно напрашивается на новый огромный срок «в совершенно спокойной доверительной беседе со следователем» и внезапно убивает себя, является аргументом в пользу версии пыток и убийства Тесака.
По словам националиста Дмитрия Дёмушкина, Марцинкевича незадолго до освобождения увезли в Челябинск на «ломку», которую он, по всей видимости, просто не выдержал. Суицидальных планов у Тесака не было — после отсидки он собирался уехать за границу и реализовать оттуда ряд проектов.
Адвокат отметил тот факт, что на посмертном фото уши Марцинкевича были заткнуты берушами. По мнению бывшего начальника криминальной милиции, адвоката Евгения Харламова, уши были заткнуты берушами уже посмертно, на момент осмотра трупа, для того, чтобы из ушей перестала сочиться кровь из-за черепно-мозговой травмы.
По заявлению адвоката семьи Марцинкевича Алексея Михальчика, независимая экспертиза показала, что повреждения на теле Марцинкевича были нанесены не им самим. Экспертиза была проведена в удалённом формате по причине отсутствия доступа родных и близких к телу Марцинкевича. Отец Тесака Сергей Марцинкевич смог получить доступ к телу сына 24 сентября, после чего сделал заявление о наличии на нём следов пыток. Впоследствии в Интернете появилось видео с осмотром тела Марцинкевича в морге; на кадрах видео автор описывает повреждения — на руке и ногах не хватает трёх ногтей, также на руке виден след от инъекции, а на голове — ссадина; по словам адвоката Михальчика, видео наглядно показывает, что позиция о суициде является недостоверной. 2 октября стало известно, что сотрудники подмосковного морга не позволили родителям Марцинкевича провести перед похоронами осмотр тела с участием независимых экспертов. В тот же день Михальчик сообщил, что неизвестными была проведена трепанация черепа трупа, хотя на кадрах видеозаписи из челябинского морга после проведённого там вскрытия и при опечатывании гроба следы данной операции отсутствовали. 3 октября Михальчик сообщил, что независимый эксперт осмотрела тело Марцинкевича и сделала вывод, что причиной смерти не было самоубийство. Судмедэксперт Елена Кучина подтвердила слова адвоката и заявила, что вскрытие было проведено с грубейшими нарушениями — возможно, для того, чтобы скрыть следы пыток.

## Похороны и акции памяти
Похороны состоялись 3 октября 2020 года на Кунцевском кладбище Можайского района Западного административного округа города Москвы. Марцинкевичу на момент смерти было 36 лет. На похороны пришло, по разным оценкам, от 2 до 4,5 тысяч человек. Акции памяти прошли на территории России, Украины и Кипра.
В сентябре 2021 года в Кургане у памятника жертв политических репрессий появился мемориал в память о Максиме Марцинкевиче. Это уже не первый случай появления на мемориале фотографий Марцинкевича, такой мемориал появлялся и в сентябре 2020 года. Установка фотографий и свечей у памятника репрессированным не была согласована в мемориальном фонде «Истина» и, по их мнению, является провокацией.

## В массовой культуре
- Творчество нацистской организации «Формат 18» вдохновило режиссёра Павла Бардина на создание драматического фильма «Россия 88» (2009)[141].
- Упоминается в композиции «Мой друг Гитлер» группы «Бухенвальд Флава»[142].
- Смерть Марцинкевича упоминается в треке Славы КПСС «Сезонное»[143]. Сам Тесак упоминается в треках «Жертва» и «100 barz».